# DDRラジオ放送局

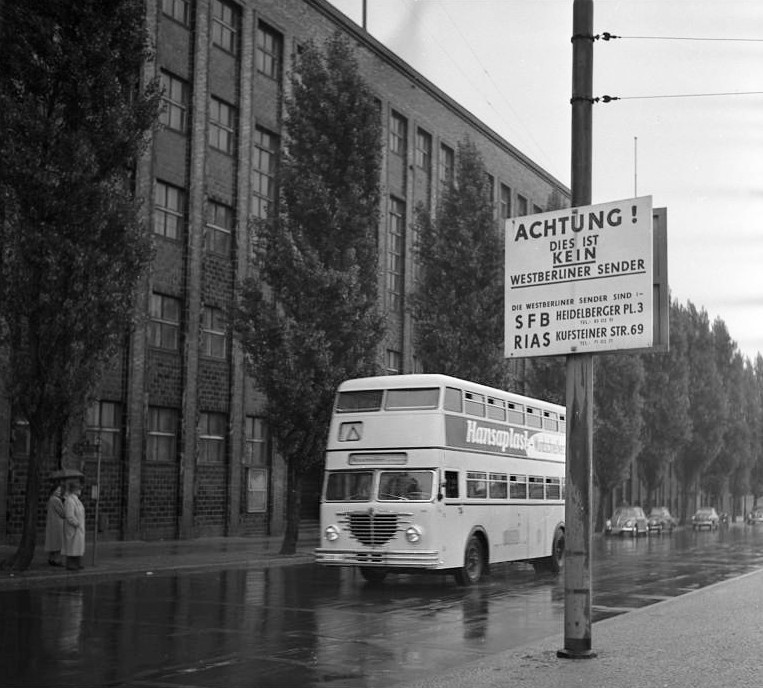
ベルリン放送会館時代の様子。「注意！こちらは西ベルリンの放送局ではありません」と書かれ、西ベルリン向けの放送局の周波数が案内されている

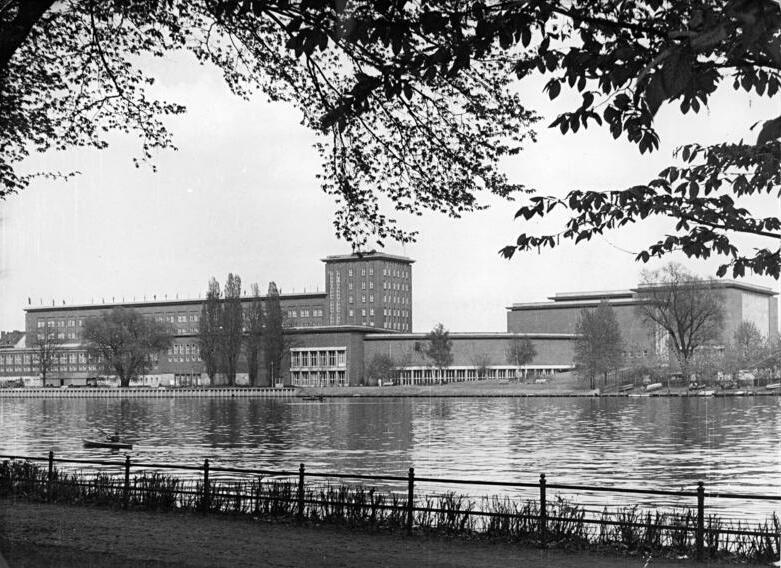
Funkhaus Nalepastraße, 1970

DDRラジオ放送局（独: Rundfunk der DDR）は、ドイツ民主共和国（旧東ドイツ）の国営ラジオ局であり、その前身および後継にあたる組織を含めると、1945年5月13日から1991年12月31日まで存在した。
DDRラジオ放送局は、ドイツ民主共和国閣僚評議会に1952年に創設されたラジオ放送国家委員会の管轄下に置かれた。当初は戦前の国家放送協会があったベルリン放送会館（後に自由ベルリン放送、現在のベルリン＝ブランデンブルク放送が設置される）に局舎が置かれていたが、当地はイギリス占領地区（西ベルリン）であり都合が悪かったため、1956年に東ベルリンのオーバーシェーンヴァイデ地区にある ナーレパー通り放送会館 に移転した。1990年まで「ラジオDDR（プログラム1および2）」、「DDRの声」、「ベルリンラジオ」、そして「青少年ラジオDT64」の5つの番組を全国放送した。
統一後はテレビ部門であるドイツテレビジョン放送（DFF）同様解体され、ドイツ公共放送連盟（ARD）傘下に移管された。